# Ломіковський Сергій Олександрович
Ломіковський Сергій Олександрович (? — ?) — підполковник Дієвої Армії УНР.

## Біографія
Закінчив Тверське кавалерійське училище. Станом на 1 січня 1910 року — корнет 5-го драгунського Каргопольського полку (у місті Конін). Останнє звання у російській армії — підполковник.
У жовтні 1917 року служив у 15-му гусарському Українському полку, брав участь у виділенні українців цього полку в окремий дивізіон, а з рештками полку демобілізувався, перебуваючи на території Росії. У серпні 1918 року, як українець за походженням, повернувся з Радянської Росії на батьківщину. Приватно мешкав у Києві до приходу червоних у лютому 1919 року.
Був мобілізований до РСЧА. На початку серпня 1919 року у Вінниці перейшов на бік Дієвої Армії УНР, надав цінні відомості про червоних. З серпня 1919 року — начальник штабу 3-ї окремої кінної бригади Дієвої Армії УНР. З вересня 1919 року — інструктор верхової їзди Спільної юнацької школи. З квітня 1920 року — начальник 1-ї ремонтної комісії, що постачала коней для Армії УНР. У кінці червня 1920 року, після розформування комісії, демобілізувався.
У 1921 році приватно мешкав у Варшаві. 
Подальша доля невідома.